# Premier ministre d'Australie
Le Premier ministre d'Australie (en anglais : Prime Minister of Australia, couramment appelé Prime Minister ou PM) est le chef de gouvernement australien et est du fait de ses fonctions pratiquement le plus important de tous les postes politiques du Commonwealth d'Australie. Le pays étant une monarchie parlementaire, il est le principal détenteur du pouvoir exécutif en tant que dirigent du gouvernement. Sauf circonstances exceptionnelles, le Premier ministre est le chef du parti ou de la coalition qui a la majorité à la Chambre des représentants.
Anthony Albanese est actuellement Premier ministre, depuis le 23 mai 2022.

## Nomination
Le Premier ministre est nommé par le gouverneur général d'Australie selon l'article 64 de la Constitution australienne. Cet article permet au gouverneur général de nommer les ministres qui doivent être membres d'une des deux chambres du Parlement d'Australie ou, s'ils ne le sont pas, en devenir membre dans les trois mois qui suivent leur nomination. Ces ministres, membres du gouvernement et pour les principaux du Cabinet, sont également membres du Conseil exécutif fédéral (en anglais « Federal Executive Council ») et, pour les principaux d'entre eux, du Cabinet.
Le Premier ministre doit, comme les autres ministres, prêter serment devant le gouverneur général avant de recevoir officiellement sa lettre de nomination (« Letters patent »). S'il est battu à une élection ou s'il démissionne, il doit la remettre au gouverneur général. En cas de décès ou d'incapacité, le gouverneur général met fin à ses fonctions. Il peut aussi démettre un Premier ministre en lui notifiant par écrit la fin de sa charge.
En dépit de l'importance de la charge, la Constitution ne mentionne même pas la fonction de Premier ministre. Les auteurs de la constitution ont considéré que les conventions de Westminster étaient suffisamment acceptées des politiques australiens pour ne pas avoir eu besoin de détailler la fonction.
Après la démission ou la mort du Premier ministre, le gouverneur général doit désigner comme nouveau Premier ministre, le nouveau chef du parti majoritaire.
Cependant, une fois, un scénario différent eut lieu. En décembre 1967, Harold Holt chef du Parti libéral dirigeait un gouvernement de coalition avec le petit Parti national. Le vice-président du parti et son successeur prévu comme Premier ministre était William McMahon. Le chef du Parti national, John McEwen, occupait alors la fonction officieuse de « numéro deux » du gouvernement. Après la disparition soudaine en mer, le 17 décembre, de Harold Holt et la déclaration de sa mort probable le 19 décembre, McEwen annonça que, pour des raisons qui lui étaient propres et qu'il n'avait pas à expliquer, son parti ne participerait pas à un gouvernement de coalition dirigé par McMahon. Les circonstances de la disparition de Holt et le fait que le corps n'avait pas été (et ne sera pas) retrouvé ; le fait que la nomination de McMahon entrainerait la disparition de la coalition et déstabiliserait l'assemblée, firent qu'il fut convenu que le Parti libéral prendrait son temps pour se donner un nouveau chef de file. Bien que le Parti national soit le plus petit parti du Parlement, la coalition à laquelle il appartenait avait la majorité absolue des voix à la Chambre des représentants. Le gouverneur général, Lord Casey, chargea donc John McEwen de former un gouvernement mais ce choix fut fait sous la réserve que lorsque le nouveau chef du Parti libéral serait élu, McEwen démissionnerait et serait remplacé par le nouveau chef du parti. Lors de cette élection, plus tard, les libéraux ne choisirent pas comme chef du parti un membre de la Chambre des députés comme c'était la tradition, mais un sénateur, John Gorton. Il fut nommé Premier ministre le 10 janvier 1968 mais dut démissionner de son poste de sénateur le 1er février pour conquérir le siège de député laissé vacant par la mort d'Harold Holt aux élections partielles du 24 février. Il fut donc Premier ministre dans un intervalle de temps (1er février - 24 février) où il n'avait aucun mandat électoral.
Dans des circonstances exceptionnelles, le gouverneur général peut nommer comme Premier ministre quelqu'un d'autre que le chef du parti majoritaire à l'assemblée.
- Ce fut le cas lors de la création de la fédération australienne, le 1er janvier 1901 alors que les élections pour choisir les premiers parlementaires n'eurent lieu que fin mars. Dans l'intervalle, il fallait former un gouvernement provisoire qui est connu à l'heure actuelle sous le nom de « Hopetoun Blunder ». Le gouverneur général de l'époque, Lord Hopetoun proposa le poste à Sir William Lyne, le Premier ministre de l'État le plus peuplé : la Nouvelle-Galles du Sud mais celui-ci fut incapable de former un gouvernement et remit le poste proposé à Edmund Barton, qui devint le premier Premier ministre d'Australie et ce jusqu'aux premières élections qu'il remporta.
- Le cas « Holt - McEwen - McMahon - Gorton » cité ci-dessus.
- Le cas beaucoup plus controversé durant la crise constitutionnelle de 1975 où le chef de l'opposition, Malcolm Fraser, fut nommé Premier ministre pour remplacer Gough Whitlam alors que son parti n'avait pas de majorité à la Chambre des députés.

Il y a eu un autre cas, plus ancien où un Premier ministre ne fut pas membre du Parlement. C'est celui de Stanley Bruce, Premier ministre d'un gouvernement de coalition Parti nationaliste-Parti national, qui conduisit les élections du 12 octobre 1929. Non seulement sa coalition fut battue (les élections furent remportées par le Parti travailliste conduit par Jim Scullin), mais Bruce lui-même fut battu à Flinders (ce fut la première fois en Australie qu'un Premier ministre soit battu personnellement aux élections, la deuxième étant la défaite personnelle de John Howard aux élections fédérales du 24 novembre 2007). Bien que le mandat de Bruce eût dû se terminer le 12 octobre, il assura l'intérim du poste les 11 jours suivants, le temps de vérifier tous les résultats. Son rôle s'arrêta le 22 octobre et Scullin le remplaça.
Théoriquement, le gouverneur général peut démettre le Premier ministre ou n'importe quel ministre quand il veut mais ce pouvoir est tout de même fortement limité par l'histoire et les habitudes.

## Pouvoirs
La plupart des pouvoirs du Premier ministre résultent de sa fonction de président du Cabinet et, par suite de sa position de chef de la majorité des députés, de l'assentiment de la Chambre des représentants. En pratique, l'ensemble du gouvernement doit approuver toutes les décisions prises par le Cabinet et ces décisions doivent être toujours approuvées par le Premier ministre. Les pouvoirs du Gouverneur général pour approuver un projet de loi, pour dissoudre ou proroger le Parlement, organiser les élections, nommer à des postes officiels sont sous la dépendance de l'avis du Premier ministre.
Mais les pouvoirs du Premier ministre sont sujets à un certain nombre de limitations. Si le Premier ministre perd son poste de chef de son parti ou de la coalition, si son gouvernement perd une motion de confiance à la Chambre, il doit démissionner ou sera démis par le gouverneur général. Le parti du Premier ministre ayant la majorité à la Chambre et la discipline de vote étant particulièrement forte dans la politique australienne, le passage des textes de loi à la Chambre n'est le plus souvent qu'une simple formalité. Il est par contre souvent plus difficile d'obtenir l'accord du Sénat, celui-ci étant fréquemment majoritairement dans l'opposition.

## Salaire et avantages

### Salaire
Le Premier ministre est le membre du Parlement le mieux payé.
Son salaire est majoré d'un pourcentage additionnel de 160 % par rapport au salaire de base d'un membre du Parlement. Il perçoit donc en 2013 un salaire annuel de 507 338 AUD (260 % du salaire de base d'un parlementaire).

### Avantages
Le Premier ministre bénéficie d'un avion, soit un Boeing 737-600, soit un Bombardier Challenger 600, du 34e escadron de la Royal Australian Air Force pour ses déplacements nationaux ou internationaux. Ces avions sont équipés de communications sécurisées, d'un bureau, d'une salle de conférence et de chambres. Le nom de code de l'avion lorsque le Premier ministre est à bord est Commonwealth One.
Il a aussi la possibilité d'assister à de nombreuses manifestations culturelles ou sportives à des places réservées.
|                                             |  |                                                     |
| The Lodge, résidence officielle à Canberra. |  | La Kirribilli House, résidence officielle à Sydney. |

La résidence officielle du Premier ministre est The Lodge à Canberra, mais tous les Premiers ministres n'utilisent pas ce logement. James Scullin préféra habiter à l'hôtel Canberra (maintenant le Hyatt Hotel) ; Ben Chifley habita au Kurrajong Hotel et John Howard avait fait de la Kirribilli House à Sydney sa résidence principale. Une grande proportion des frais officiels de représentation de la charge sont dus à l'entretien et au fonctionnement de ces résidences.
En juin 2007, l'homme d'affaires et ancien président du parti libéral du Victoria Michael Kroger annonça qu'avec d'autres hommes d'affaires australiens, surnommés depuis le groupe des « Melbourne Lodgers », il étudiait le choix d'acheter une propriété à Melbourne qui serait la résidence officielle du Premier ministre fédéral lorsqu'il serait dans la ville. Il était entendu que ce logement serait mis à la disposition du Premier ministre quel que soit son parti politique. La propriété la plus en vue à l'heure actuelle pour ce choix est « Stonnington Mansion » dans le quartier de Toorak.

### Anciens Premiers ministres
Les anciens Premiers ministres continuent de disposer d'avantages après la fin de leurs fonctions : ils disposent d'un bureau gratuit, d'une assistance financière en personnel et moyen matériel, du droit de voyager gratuitement dans toute l'Australie lorsqu'ils ne se déplacent pas pour affaires.
Les anciens Premiers ministres continuent de jouer un rôle important dans la vie politique australienne. Les plus connus d'entre eux sont Edmund Barton (1849-1920) qui fut nommé juge à la Haute Cour d'Australie, George Reid (1845-1918) fut nommé haut commissaire de l'Australie à Londres (un peu l'équivalent d'ambassadeur) et Arthur Fadden (1894-1973) qui fut ministre des Finances sous un autre Premier ministre.
Après le décès le 16 mai 2019 de Bob Hawke (Premier ministre de 1983 à 1991), il reste sept anciens Premiers ministres encore en vie : Paul Keating (1991-1996), John Howard (1996-2007), Kevin Rudd (2007-2010 et 2013), Julia Gillard (2010-2013), Tony Abbott (2013-2015), Malcolm Turnbull (2015-2018) et Scott Morrison (2018-2022). John Howard, né en 1939, est le plus âgé d'entre eux.